# Estela VI de Fonte Velha
Se llama estela VI de Fonte Velha o Fonte Velha VI a una losa de gres hallada en la antigua freguesia de Bensafrim, actualmente en el municipio de Lagos, distrito de Faro (Portugal). Está fechada en el siglo VI a. C. Su importancia reside en la inscripción que muestra en una de sus caras, que por lo que se sabe, puede estar escrita en idioma tartésico.

## Descubrimiento

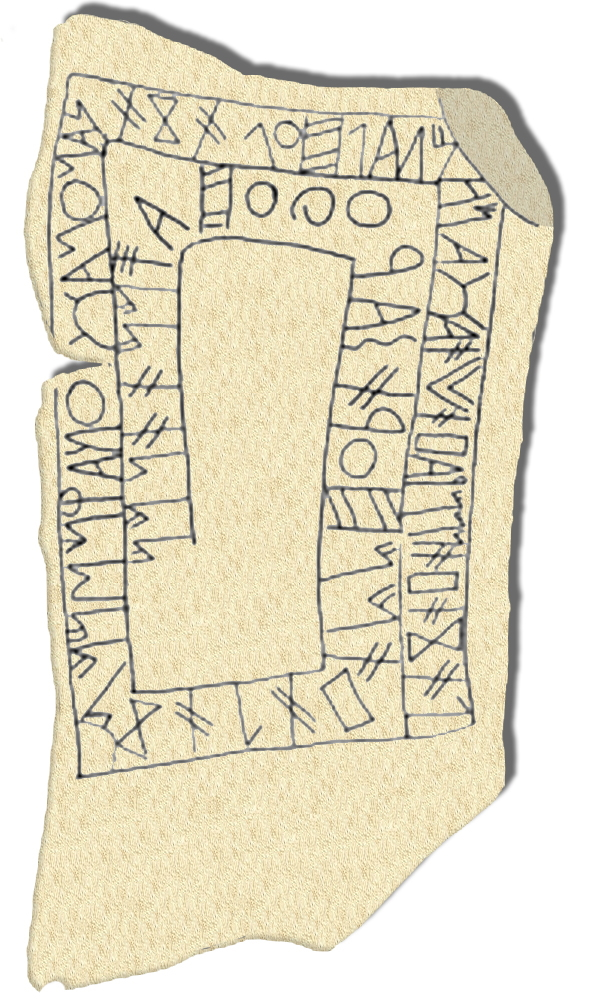
Representación gráfica de los caracteres de la estela.

La estela fue encontrada durante excavaciones arqueológicas en el sur de Portugal dirigidas por Estácio da Veiga y Santos Rocha en 1882, actualmente se encuentra en el Museo Municipal Santos Rocha, Figueira da Foz, Portugal. Una réplica a escala de la estela se aloja en el Museo de la Escritura del Suroeste en Almodôvar, Portugal.
Inicialmente la losa de la estela fue encontrada rota en tres fragmentos. Estas tres partes estaban en buen estado y posteriormente se las pudo someter a trabajos de restauración para recomponer la losa original.

## Descripción
Su tamaño es de 135 cm por 75 cm. Su escritura está grabada de derecha a izquierda empleado escritura tartésica. Virgílio Correia considera que la estela representa la 3.ª fase de evolución de la escritura del suroeste, emplazando su manufactura hacia el siglo VI a. C. El texto emplea líneas rectas como guías del espacio de la línea de escritura, formando un rectángulo con rectas en espiral decreciente, desde afuera hacia adentro.
Frente a lo que se puede observar en otras muestras de escrituras paleohispánicas, aunque está presente en otros textos encontrados en el área tartésica, el texto de la estela no muestra ninguna marca de separación entre términos o palabras, y está compuesto de 75 caracteres consecutivos. Resulta extraordinario por su extensión y porque no usa el signo "u" (y consecuentemente tampoco los signos de oclusiva que preceden a "u").

## Transcripción
No ha sido posible interpretar el texto de la estela ni su contexto. Una transcripción actual del texto sería:

lokoboniirabotoar'aikaltelokonane
nar'[-]e[n?]akis'iinkoloboiiterobarebetasiioonii

Schulten por su parte lo transcribe como:

ieqeoniiraoeeahainilaloleqesarona
hkoiaoisiinqeleoeiioaesaraoasiieenii

Gómez Moreno lo transcribe:

abeairicaaltiolecoenanonabekeonac
uisiincoelebueiitioremaroteotiasiieenii

Untermann (1997) propone la siguiente transcripción:

lokoobooniirabootooaŕaiaikaalteelokonanenaŕ[-]ekaa?
iiśiinkoolobooiiteerobaarebeeteasiioonii

## Galería

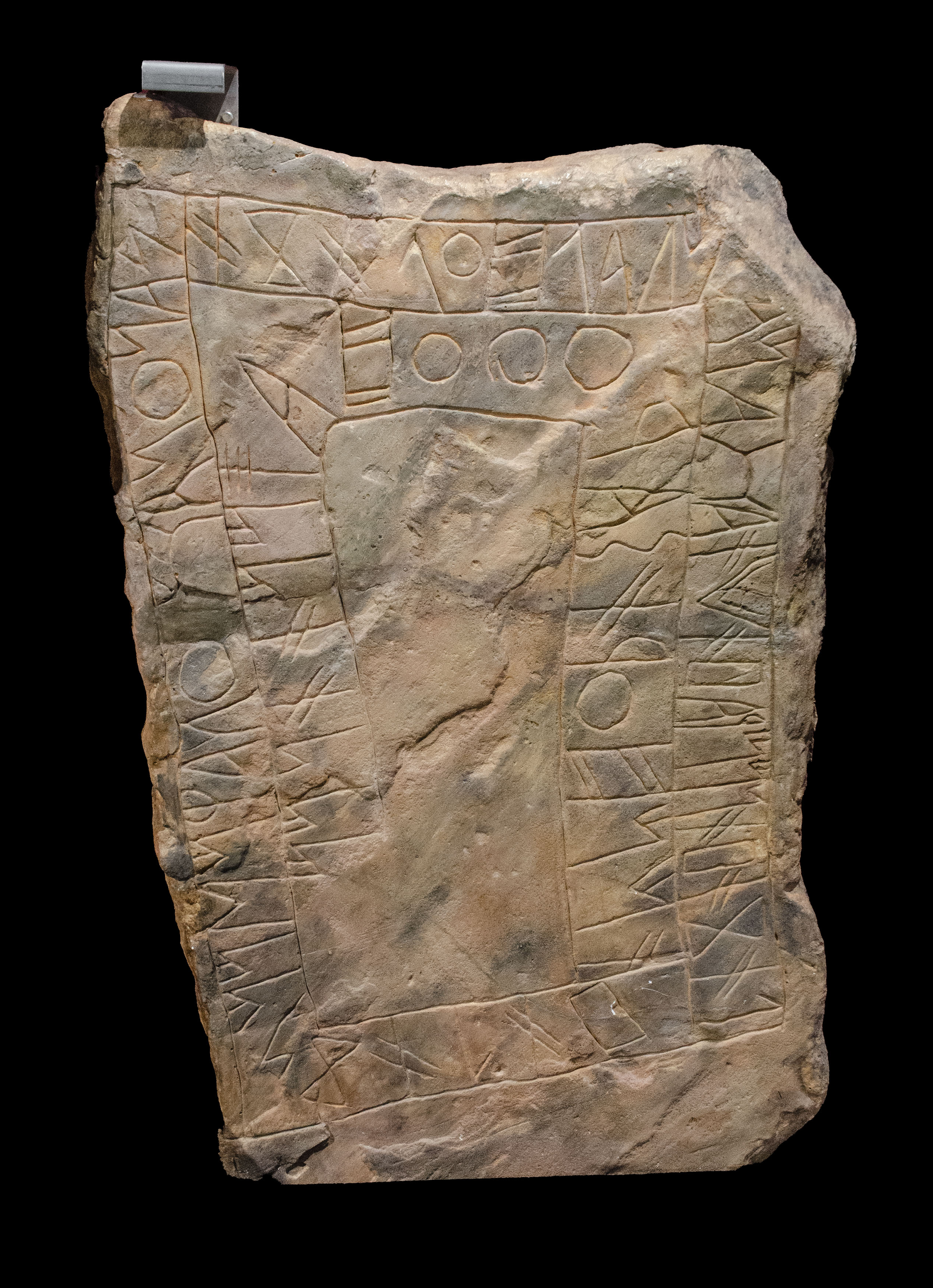
Réplica de la estela